# 乌桓山
烏桓山，又名烏丸山，古地名，為烏桓族起源之地。

## 概論
史载乌桓族“以山为号”，也就是说，乌桓族的祖先以他们居住的乌桓山作为自己民族的称号，乌桓山的方位大概在今内蒙古自治区阿鲁科尔沁旗以北，即大兴安岭中部的东西罕山南麓。
秦末汉初（前3世紀末）之際，匈奴王冒顿单于击败东胡。东胡人北遷至鲜卑山和乌桓山，各以山名為族號，分别形成鲜卑人和乌桓人。乌桓隨水草放牧，以穹廬為室，常要向匈奴进贡，匈奴每歲向烏桓徵收牲畜、皮革。
东汉末年，乌桓部落被曹操攻克，乌桓山便不见于史籍。

## 考證
清張穆在《蒙古遊牧記》記載阿魯科爾沁旗西北一百四十里有烏遼山，即烏丸山。
據中華民國學者丁謙考證，烏桓即蒙古語的烏蘭，為赤色之意，烏桓山即赤山，考證其地點在今中華人民共和國蘭州市附近。錢穆考證烏桓山在今蘭州市東北靖遠縣南一百二十公里。